# Eugenio Miches
Eugenio Miches Jiménez fue un militar dominicano de origen francés.
Nació en La Sierra, Hato Mayor, en la región este de la República Dominicana el 13 de noviembre de 1822. Hijo de Damiana Jiménez Aquino y Joaquín Miches Gil, quien era hijo del francés Antoine Michez (el apellido en francés es con Z, siendo mal escrito con S en español). Se casó con María Matilde Nieves Mota, oriunda de El Seibo.
Fue comerciante, convirtiéndose luego en un exportador de piel y cera en la región Este hasta que tomó impulso en la ingenio azucarero.
Luchó en varias batallas por la Independencia, como la batalla de El Número, batalla de Las Carreras y .Batalla de Santomé.
Miches marchó al frente de la columna Contra-Revolucionaria, derrotando a los revolucionarios en la común de Guerra, en La Vega y Cotuí.
Se proponía a enseñar a los cibaeños enemigos del Presidente Ulises Francisco Espaillat a respetarlo. Eugenio Miches, por decreto del 16 de mayo de 1867, el general José María Cabral confirmó como general de división y brigada.
Resultó herido en una pierna y desde su camilla dirigió a los coroneles, como Cesáreo Guillermo y Bastado, para entrar en la fortaleza San Luis de Santiago de los Caballeros, conquistando la gloria.
El 9 de enero de 1881 fue nombrado Gobernador de la Provincia de El Seibo por el presidente Fernando Arturo Meriño. Fue nombrado Ministro de Guerra y Marina por el presidente Alejandro Woss y Gil en 1885, el cual no aceptó.

## Honores
En honor a sus méritos patrios el municipio Miches de la provincia de El Seibo lleva su nombre.
- Datos: Q5850543